# Zenóbio de Elusa
Zenóbio de Elusa (em latim: Zenobius) foi um retor romano do século IV.

## Vida

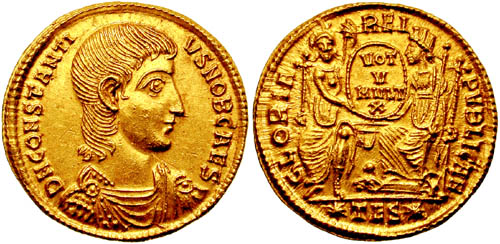
Soldo de Constâncio Galo r.

Zenóbio era nativo de Elusa, na Palestina. Era aparentado com os Boécios, pai e filho, e primo de Argírio. Era retor oficial de Antioquia em sucessão de Edésio. Foi professor de Caliópio, Jerônimo e Libânio, a quem convidou em 354 para sucedê-lo; quando chegou a Antioquia, Libânio não assumiu a posição porque Zenóbio permaneceu em atividade. Foi preso pelo césar Constâncio Galo após as revoltas em 354, mas reconciliou-se com ele através de um discurso de Libânio. Adoeceu no mesmo ano e faleceu em 355, quando Libânio recitou uma monodia sobre ele e um encômio pouco depois.